# Юй Нань
Юй Нань (кит. упр. 余男, пиньинь Yú Nán; род. 5 сентября 1978) — китайская актриса. Обладательница ряда премий за лучшую женскую роль: Международного кинофестиваля азиатского кино в Довиле (2001), «Золотой петух» (2003), Международного кинофестиваля в Париже (2004) и Международного кинофестиваля в Чикаго (2007).

## Биография
Родилась 5 сентября 1978 года в городе Люйда (впоследствии переименованном в Далянь). Её имя в дословном переводе означает «мужчина», «сын», и как признавалась в будущем сама актриса, по своему характеру она всегда была больше похожа на парня, чем на девушку. В интервью 2008 года она отметила: «Я очень похожа на мальчика, прямолинейного и спокойного. Со мной легко поладить, я серьёзно отношусь к работе, но мало что понимаю в жизни».
В 1995 году после окончания средней школы в Даляне юная Юй Нань намеревалась поступить в институт иностранных языков, но поскольку в том году Пекинская Киноакадемия впервые проводила набор учащихся в Даляне, это коренным образом повлияло на выбор девушки. По воспоминаниям однокурсников и преподавателей, Юй Нань была нетипичной студенткой: с одной стороны, она редко покидала стены университета, неумело общалась и в целом производила впечатление послушной девушки, с другой стороны — если, по её мнению, преподаватель небрежно вёл занятие, она могла демонстративно встать и покинуть аудиторию. Сама актриса признавалась, что не была хорошей студенткой и часто прогуливала занятия, предпочитая им просмотр фильмов, в частности французских и итальянских.
В 1999 году в Пекинскую Киноакадемию прибыл начинающий режиссёр Ван Цюаньань, который в то время был занят поиском актрисы на главную роль в своём дебютном фильме «Лунное затмение». Познакомившись с Юй Нань, он пригласил её на пробы, а позже утвердил в качестве исполнительницы главной роли. Картина получила приз ФИПРЕССИ на Московском международном кинофестивале 2000 года, а отношения молодого режиссёра и начинающей актрисы вышли за пределы съёмочной площадки. В дальнейшем Юй Нань неизменно играла главные роли во всех фильмах Ван Цюаньаня («История Эрмэй» (2004) — премия «Золотой петух» за лучшую женскую роль; «Свадьба Туи» (2006) — «Золотой медведь» на Берлинском кинофестивале 2007 года, «Девушка-ткачиха» (2009) — приз ФИПРЕССИ). «Девушка-ткачиха» (2009) стала последней совместной работой Юй и Ван, в том же году они расстались.
В 2010 году Юй Нань вошла в состав жюри Берлинского международного кинофестиваля.
В 2012 году на экраны вышел боевик «Неудержимые 2», где Юй Нань сыграла героиню по имени Мэгги, ставшую первой женщиной в сугубо мужском составе отряда «Неудержимых».

## Фильмография

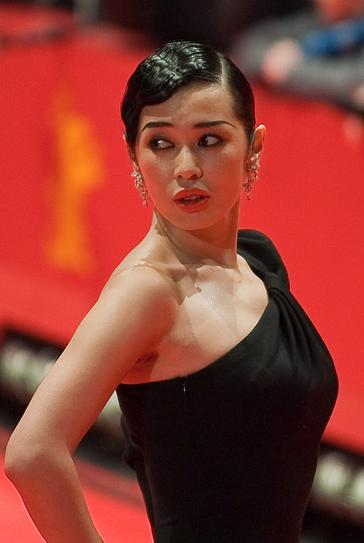
Юй Нань в 2010 году на открытии 60-го Берлинского международного кинофестиваля

| Год  |   | Русское название                  | Оригинальное название | Роль             |
| ---- | - | --------------------------------- | --------------------- | ---------------- |
| 1999 | ф | Лунное затмение                   | 月蚀                  | Я Нань           |
| 2003 | ф | Ярость                            | Fureur                | Тинь             |
| 2004 | ф | История Эрмэй                     | 惊蛰                  | Эрмэй            |
| 2006 | ф | Свадьба Туи                       | 图雅的婚事            | Туя              |
| 2007 | ф | Вера в любовь                     | 左右                  | Дун Фань         |
| 2007 | ф | Мой ДНК говорит, что я люблю тебя | 基因决定我爱你        | Марлен           |
| 2007 | ф | Бриллиантовые псы                 | 钻石狗                | Аника            |
| 2008 | ф | Смертельные деликатесы            | 双食记                | Ли Чуньянь       |
| 2008 | ф | Спиди-гонщик                      | Speed Racer           | Харука Тогокан   |
| 2009 | ф | В поисках Джеки                   | 寻找成龙              | девушка-режиссёр |
| 2009 | ф | Девушка-ткачиха                   | 纺织姑娘              | Лили             |
| 2010 | ф | Вихрь                             | 西風烈                | Нора             |
| 2011 | ф | Потерянное дитя                   | 寻人奇事              | Чжан Сяоюэ       |
| 2011 | ф | Неутомимая мода                   | 与时尚同居            | Ци Си            |
| 2012 | ф | Неудержимые 2                     | The Expendables 2     | Мэгги Чен        |
| 2012 | ф | План смерти                       | 杀生                  | Ма Гуафу         |
| 2013 | ф | Ангелы-воины                      | 铁血娇娃              | Бай Сюэ          |
| 2013 | ф | Ничья земля                       | 无人区                | Е Бали           |
| 2015 | ф | Война волков                      | 战狼                  | Лун Сяоюнь       |